# Regan Vest
 Denne artikel bør gennemlæses af en person med fagkendskab for at sikre den faglige korrekthed.

56°49′27.84″N 9°48′8.98″Ø / 56.8244000°N 9.8024944°Ø
REGAN Vest er en atomsikret bunker placeret 60 meter under jorden i Rold Skov. Navnet er en forkortelse for REGeringsANlæg VESTdanmark - et tilsvarende anlæg Regan Øst findes ligeledes på Sjælland. Det skulle være et civilt arbejds- og opholdssted for Danmarks regering, kongehus m.m. i en militær nødssituation. Herfra ville den civile krisestyring af Danmark foregå for at opretholde demokratiet med de lovgivende og udøvende magter tilstede. Arealerne til grunden, hvor bunkeren skulle ligge, blev opkøbt i 1961, og den færdige bunker blev taget i brug i 1969. I 2012 udgik den af beredskabet. Regan Vest er nu indrettet som museum, begrænset til 65 besøgende ad gangen.
Bunkeren hører under Nordjyllands Historiske Museum. Adressen er Røde Møllevej 24, 9520 Skørping, Rebild Kommune. Museet, der er tegnet af arkitektvirksomheden AART, modtog i 2023 en pris som Årets byggeri.

## Radiobunker
Samtidig med opførelsen af REGAN Vest blev der anlagt en lille radiobunker cirka 2 kilometer derfra.

## Opholds- og arbejdssted
Bunkeren, som i 2012 udgik af beredskabet, skulle fungere som opholds- og arbejdssted for dele af regeringen, statsadministrationen og kongehuset i tilfælde af et truende militært angreb på Danmark. Navnet "REGAN" står for "REGeringsANlæg", mens "Vest" betegner, at der er tale om et anlæg i den vestlige del af Danmark. Der findes et anlæg med tilsvarende funktion – Regan Øst – ved Hellebæk på Sjælland.
Det blev bygget til at kunne modstå et angreb med atomvåben.[kilde mangler] Det kunne rumme forsyninger til adskillige ugers ophold, havde egen vand- og elforsyning, radiostation, konferencefaciliteter, præst, politistation og lægevagt.
Bunkerens spisesal var malet med en forårsskov og opholdsstuen med en efterårsskov, ligesom man havde indspillet et lydbånd med fuglefløjt.

## Bygget i en bakke
REGAN Vest er i modsætning til andre bunkeranlæg i Danmark ikke gravet ned i jorden, men bygget inde i kalkgruber, der er sprængt ind i en bakke. Selve anlægget har form af to "cykelslanger" ved siden af hinanden. Hver cykelslange er delt i to etager. Anlægget rummer to kilometer gange, tunneler og skakter og kan rumme op til 350 personer fordelt på 232 rum. Cirkelformen gjorde anlægget mindre sårbart over for bombenedslag.

## Formål
Formålet med de to regeringsanlæg var at sikre, at den danske regering og centraladministration kunne fungere i en kriseperiode, idet det kun ville være muligt at sætte bunkerne ud af funktion ved at benytte midler, som var ensbetydende med krig. De to bunkere skulle betragtes som krisestyringsmidler, som skulle medvirke til, at den danske regering ikke kunne trues til overgivelse og kunne få mulighed for at tilkalde militære forstærkninger fra allierede lande.

## Civilt anlæg
Den militære krisestyring skete ikke fra REGAN Vest, der var et rent civilt anlæg. Alligevel var det hensigten, at Forsvarsministeriet under en udflytning skulle medbringe forsvarsministeren, forsvarschefen, de øverste embedsmænd fra Forsvarskommandoen og ministeriet samt flere af de i en krise eller krig øvrige centrale myndigheder – Hjemmeværnskommandoen, Forsvarets Efterretningstjeneste og Farvandsvæsenet. Disse skulle være med i anlægget som militære rådgivere for regeringen og for at kunne drøfte operative forhold med regeringen og centraladministrationen.

## Militær krisestyring
Militær krisestyring foregik fra NATOs bunker i Finderup øvelsesterræn.

## Øvelser
I 2010 stod anlægget næsten, som da det blev bygget. Der blev aldrig behov for at tage det i brug. Men gennem utallige øvelser har regeringen, centraladministrationen og mange andre aktører i dybeste hemmelighed øvet sig i at lede landet fra anlægget, hvis det blev nødvendigt.

## Udfases af beredskabet
Anlæggets faste bemanding blev indstillet i 2003 og udgik endeligt i 2012 af beredskabet. Eftersom den kolde krig ikke udviklede sig til en reel krig, blev det ikke nødvendigt med anlægget.

## Fredning
Det Særlige Bygningssyn indstillede på sit møde den 2. oktober 2013 bunkeren til fredning. Anbefalingen blev fulgt, og anlægget blev fredet i 2014.